# Joute nautique (méthode languedocienne)
La Joute nautique de méthode languedocienne est un sport pratiqué dans les villes de l’Hérault (Béziers, Agde, Marseillan, Mèze, Balaruc, Frontignan, Sète, Palavas) et dans une ville du Gard (Le Grau-du-Roi). La méthode languedocienne est l'une des cinq variantes de joute nautique reconnues par la Fédération française de joute et de sauvetage nautique.
Cette pratique est aujourd'hui inscrite à l'Inventaire du patrimoine culturel immatériel en France, depuis 2012.

## Règles

### Principes
Deux barques lourdes, l'une dite « la rouge », l'autre dite « la bleue », sont propulsées par huit à dix rameurs et guidées par deux barreurs, les « timoniers patrons ».

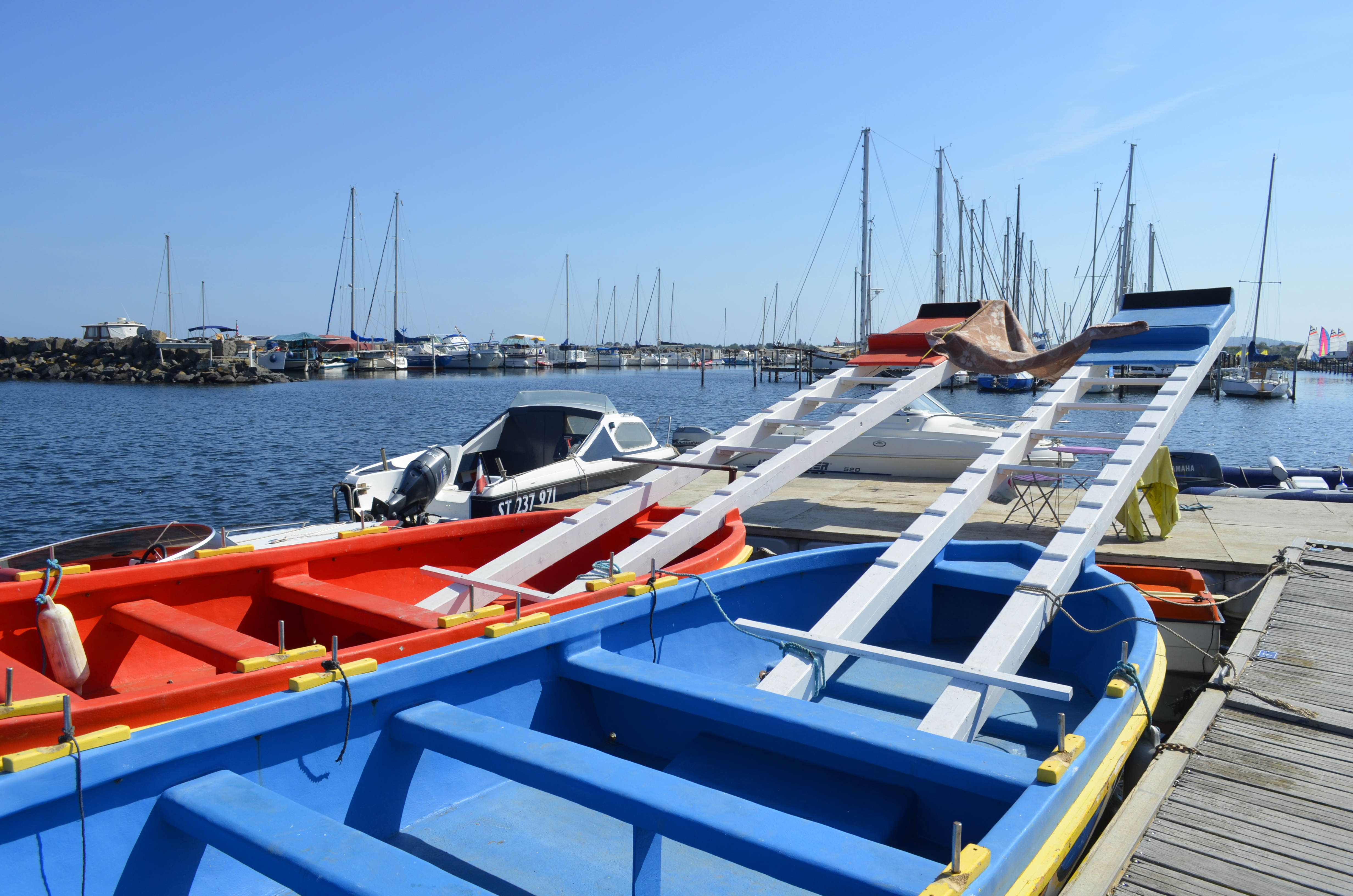
Les deux barques de joutes de Marseillan ("les Marseillanaises")

Les compétiteurs appelés « jouteurs » sont positionnés sur une plate-forme se situant à près de trois mètres de l'eau, à l'extrémité de chaque barque. Cette plate-forme porte le nom de tintaine. Sur la partie basse de la tintaine, se tiennent les jouteurs des prochaines joutes.
Les deux barques font alors face, se propulsant l'une vers l'autre, jusqu'à l'impact final. Au moment de l'assaut, les deux bateaux se frôlent par la droite pour permettre aux jouteurs de réaliser "la passe". Munis de leur lance et du pavois, l'objectif du jouteur est de faire tomber son adversaire à l'eau. Le vainqueur est celui qui reste en place sur la tintaine après la passe. Un jury juge de la régularité des passes et distribue des avertissements. Après le troisième avertissement, un jouteur est disqualifié. Une faute classique est de laisser filer la lance (pour amortir le choc) jusqu'à la première garde (valant un avertissement) ou jusqu'à la seconde « garde » (entraînant une disqualification) (les gardes sont des marques sur la lance). Parmi les autres fautes donnant lieu à un avertissement ou une disqualification, on trouve : laisser tomber sa lance ou son pavois, s'appuyer avec son pavois sur la tintaine, frapper le pavois de l'adversaire dans une zone non réglementaire, avoir une mauvaise tenue du pavois, soulever son pavois pour faire glisser la lance de son adversaire et éviter sa poussée, etc. Si les deux jouteurs tombent à l'eau, ils sont disqualifiés tous les deux (faire un « bouquet », dans le vocabulaire des jouteurs). Un jouteur tombé à l'eau peut être requalifié par le jury, si son adversaire a commis une grosse faute ou si sa lance s'est brisée. Les jouteurs ayant tombé trois adversaires sont qualifiés pour la phase finale (les « revanches »). Dans la phase finale, chaque jouteur doit tomber un adversaire pour pouvoir continuer, jusqu'à ce qu'il ne reste plus que deux jouteurs non tombés à l'eau. Dans l'affrontement final, si les deux jouteurs tombent à l'eau, est déclaré vainqueur du tournoi, le jouteur ayant touché l'eau en dernier.
Pour la sécurité des jouteurs (les lances sont équipées à une extrémité de trois dents en fer), le respect du règlement doit être strictement observé. Malgré cela, certains accidents sérieux arrivent quelquefois. L'état des pavois après l'affrontement traduit la violence des chocs. Certaines lances se brisent au moment du contact.
Un jouteur en position est en fente-avant. Il n'y a pas de position de grand écart en joutes languedociennes. C'est une joute en force, d'autant que le jouteur porte un (très) lourd pavois (bouclier) de 70 cm de haut pour 40 cm de largeur et une lance de 2,80 m de l'autre main. Avant 1920, les pavois étaient encore plus grands (20 cm de hauteur en plus) et plus lourds.
Une tenue intégralement blanche est obligatoire pour tous jouteurs, ainsi que le port des chaussettes (blanches).
La musique est omniprésente à l'occasion de joutes languedociennes. Une pena est toujours chargée de ponctuer les exploits des jouteurs, tandis que les rameurs ont droit à deux musiciens embarqués, un hautbois traditionnel du languedoc et un tambour (appelé tambornet), assis à la proue de chaque barque. Ils donnent la cadence aux rameurs.

### Disqualifications
Le jouteur est disqualifié quand :
- il tombe à l'eau
- il s'appuie avec le pavois sur son plancher, touche son plancher de la main, du genou ou toute partie du corps
- il met le pied sur la planche dite « de devant »
- il frappe en dehors de la demi-surface centrale autorisée
- il laisse tomber son pavois ou sa lance
- il abandonne la tintaine sans autorisation du jury
- il provoque volontairement la chute de son adversaire « en avant »
- il ne tient pas la base de sa lance sous le bras (lance courte)
- il passe la deuxième garde ; la couleur de la lance (bleue ou rouge) doit être visible derrière la main
- il pratique une joute dangereuse
- il reçoit un deuxième avertissement
- le jouteur qui fera double frappe (exercer deux poussées sur le pavois en décollant sa lance)
- le jouteur qui rattrapera son pavois par la corde. Si son adversaire commet une faute disqualificative ou tombe à l'eau, ce dernier n'est pas autorisé à rejouter
- le jouteur qui frappera entre les deux retenants du haut ou du bas
- le jouteur qui frappera sur les retenants externes du haut ou du bas

## Compétitions et clubs
L'épreuve reine est le fameux tournoi de joutes de la Saint-Louis à Sète autour du 25 août (depuis 1743), mais un championnat de France (depuis 1941) et une Coupe de France (depuis 1962) existent également dans quatre catégories de poids et d'âge : lourds, moyens, seniors et juniors. Autre épreuve importante : le Championnat de Ligue. Des points sont attribués aux jouteurs en fonction de leurs résultats, lors des tournois organisés par les 17 sociétés languedociennes. Les jouteurs languedociens représentent un quart des licenciés en France.
Pendant longtemps, contrairement aux autres formes de joutes, il n'y avait pas de classement par équipes en joutes languedociennes. Seul le jouteur individuel était couronné. Aujourd'hui chaque fin de saison, sont décernés avec les prix individuels, le prix de la meilleure société en nombre de points, par catégorie(4) et toutes catégories confondues(1). La Ligue du Languedoc est affiliée à la FFSJN depuis 1974. Sète tient une place centrale avec sept sociétés plus une société-école de joutes pour cette seule ville. Toutes méthodes de joutes confondues, Sète est un cas unique. Mèze et Agde comptent deux sociétés chacune et sont, avec Saint-Raphaël (Var), les autres seules communes de France comptant plus d'une société de joutes.

### Saint-Louis
La compétition la plus importante, sorte de championnat du monde non officiel de la discipline (selon les Sétois), est le Grand Prix de la Saint-Louis à Sète fin août, le long du Canal royal. C'est un tournoi où les joueurs participent sur invitation de la mairie de Sète, ils ne sont pas libres d'y participer d'eux-mêmes.
Chaque année, le vainqueur reçoit un pavois décoré par un artiste de la région, sélectionné après un concours. La fête se déroule aujourd'hui sur six ou sept jours. Jusqu'au dimanche se déroulent les tournois locaux de la fête. Le lundi de la Saint-Louis a lieu le tournoi régional des lourds et la remise du pavois. Ce lundi de la Saint-Louis est férié à Sète. Aurélien Evangélisti (Jeune Lance Sétoise) a remporté le tournoi en 2012 pour la septième fois. En 2014, c'est le Sétois Benjamin Arnau qui l'a emporté en finale.

### Les 17 Sociétés de Joutes Languedociennes
Du Grau-du-Roi jusqu'à Béziers, dix-sept sociétés de joutes (clubs) participent au championnat de Ligue de 2008.
Il existe également trois sociétés d'écoles de joutes, réservées aux enfants qui joutent sur chariots, jusqu'à l'âge de huit ans puis sur barques jusqu’à l'âge de 15 ou 16 ans. Les jouteurs rejoignent ensuite l'une des sociétés de joutes :
- l'école de joutes de Frontignan,
- l'école de joutes de Palavas-les-Flots
- l'école de joutes de la Marine à Sète.

Trois sociétés ont disparu
- le Pavois sportif Lapeyradois (1990),
- l'Amicale des jouteurs de Frontignan (1994)
- la Lance sportive beaucairoise (1996).
- l'Association des jouteurs biterrois (2013)

| Clubs                                                                  |                   |                                                                          |                      |                                |
| Nom de la société                                                      | Ville             | Nombre de jouteurs engagés lors du tournoi Lourds de la Saint-Louis 2014 | Favori de la société | Site internet                  |
| Jeune lance sétoise (JLS)                                              | Sète              | 7 jouteurs                                                               | Aurélien Evangelisti |                                |
| Société des jouteurs sétois, (couramment appelée "Pavois d'Or" = P.O.) | Sète              | 7 jouteurs                                                               | Laurent Boudes       | www.lesjouteurs.com            |
| Amicale des pêcheurs Sète-Môle                                         | Sète              | 7 jouteurs                                                               | Maxime Molto         |                                |
| Lance amicale sétoise                                                  | Sète              | 10 jouteurs                                                              | Benjamin Arnau       |                                |
| Lance sportive sétoise                                                 | Sète              | 13 jouteurs                                                              | Olivier Rojas        | www.lance-sportive-setoise.com |
| Amicale des jouteurs de la Pointe-Courte (A.J.P.C.)                    | Sète              | 6 jouteurs                                                               | Stéphan Petroff      | www.ajpc-sete.com              |
| Avenir des jouteurs sétois                                             | Sète              | 4 jouteurs                                                               | Arnaud Jean          |                                |
| Jeune lance sportive mézoise                                           | Mèze              | 3 jouteurs                                                               | Yannick Baeza        | www.joutes.com                 |
| Nouvelle lance mézoise                                                 | Mèze              | 4 jouteurs                                                               | Stephan Gomes        |                                |
| Pavois Agathois                                                        | Agde              | 4 jouteurs                                                               | Thierry Lognos       |                                |
| Société nautique des jouteurs agathois (S.N.J.A.)                      | Agde              | 6 jouteurs                                                               | Jean-Louis Montels   | www.snja.freesurf.fr           |
| Société des jouteurs frontignanais                                     | Frontignan        | 8 jouteurs                                                               | Claude Massias       |                                |
| Lou Ramaïres Valrasien                                                 | Valras Plage      | 1 jouteur                                                                |                      |                                |
| Lance olympique marseillanaise                                         | Marseillan        | 4 jouteurs                                                               | Roger Figueras       |                                |
| Société des jouteurs balarucois                                        | Balaruc-les-Bains | 3 jouteurs                                                               | Fabien Pugliano      |                                |
| Lance sportive palavasienne (L.S.P.)                                   | Palavas-les-Flots | 6 jouteurs                                                               | David Aprile         | www.lspalavasienne.fr          |
| Jeune lance graulenne                                                  | Grau-du-Roi       | Aucun jouteur inscrit                                                    |                      |                                |

## Histoire

### Chronologie
- 1270 : à Aigues-Mortes, les croisés, soldats et marins, attendant l'embarquement pour la Terre Sainte avec le roi Louis IX, s'affrontaient en combats singuliers, montés sur des embarcations légères.
- 1544 : le règlement du conseil de la Ville d'Agde élaboré en 1544 et malheureusement introuvable aujourd'hui, ferait état de l'organisation de joutes pour les fêtes de la Pentecôte.
- 1629 : Tournoi de joutes organisé en juillet à Frontignan lors de la visite du Cardinal de Richelieu.
- 1637 : la ville de Frontignan invite le duc d'Halluin, gouverneur du Languedoc à des Joutes sur l'étang.
- 1666 : Premières joutes à Sète pour célébrer la fondation du port, le jeudi 29 juillet 1666.
- 1667 ou 1668 : joutes à Mèze lors des fêtes de la Pentecôte.
- 1701 : joutes à Mèze le dimanche de la fête de la ville au mois d'août.
- 1745 : Louis XV assiste à un tournoi de joutes à Sète à l'occasion de la fête patronale de la Saint-Louis.
- 1749 : ne trouvant plus d'adversaires à sa taille, Barthélémy-Louis Aubenque dit le Terrible joute contre le pont et arrête la barque.
- 2022 : les femmes sont autorisées à accéder aux tournois de Sète en tant que jouteuses.

### Grands jouteurs du passé
Parmi les grands jouteurs du passé, il convient de citer Louis Vaillé (dix victoires à la Saint-Louis) et Barthélémy-Louis Aubenque, dit « le terrible », qui défia (selon la légende) un pont en 1749 !

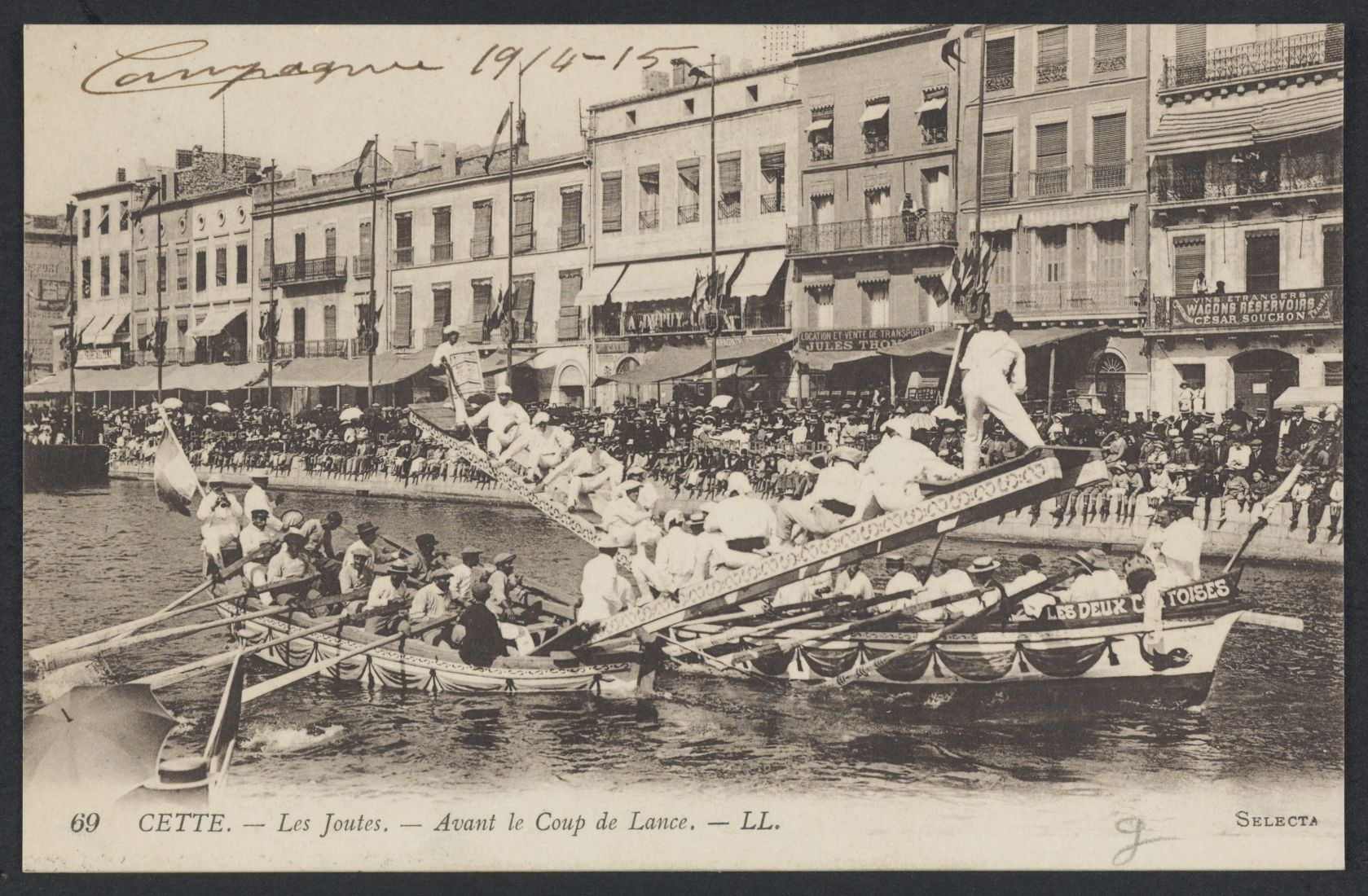
Cette. Les joutes

## Galerie de photos

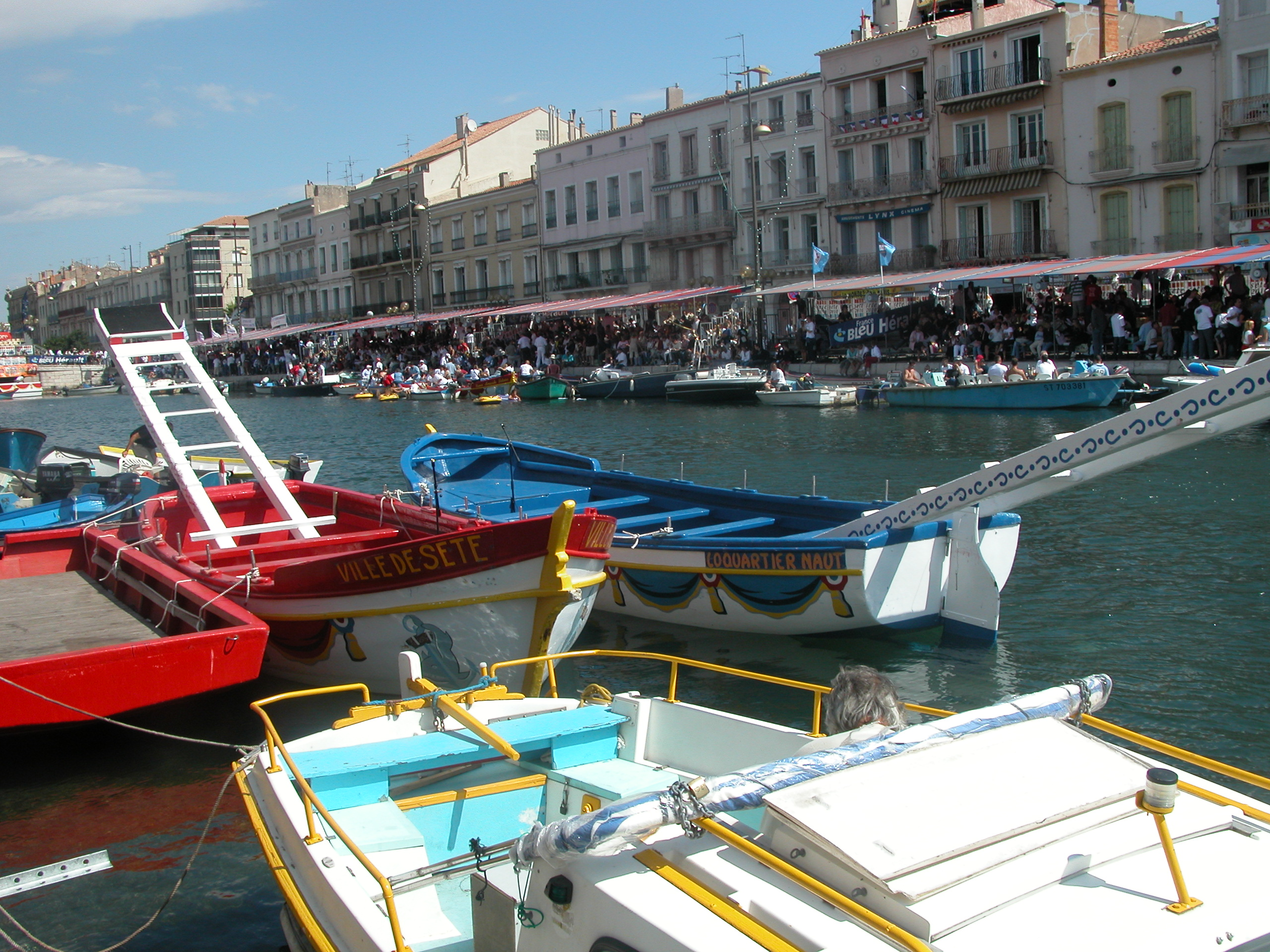
Barques de joutes à Sète en 2005.
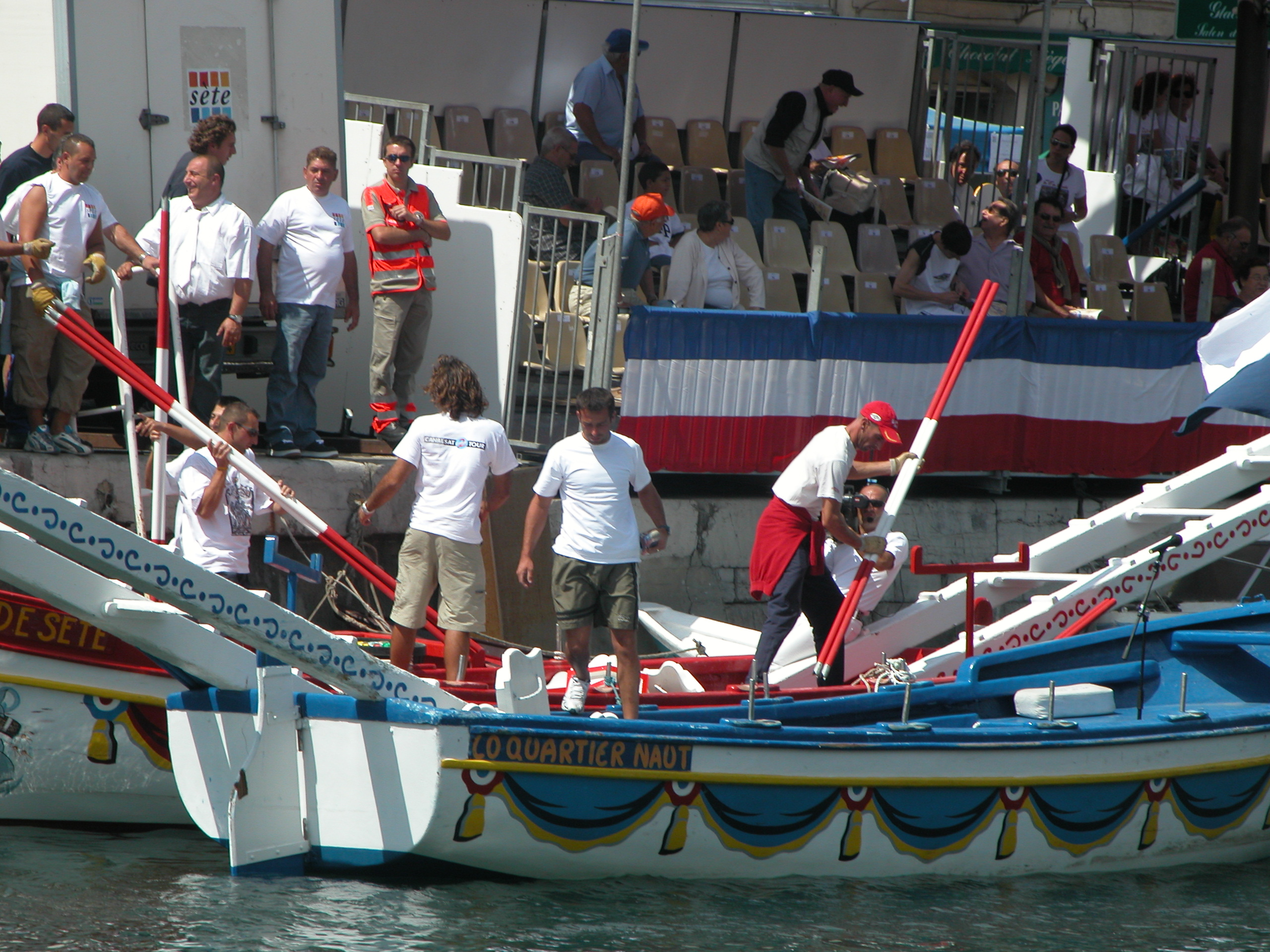
Chargement des lances sur la barque rouge - Saint Louis 2005 à Sète.
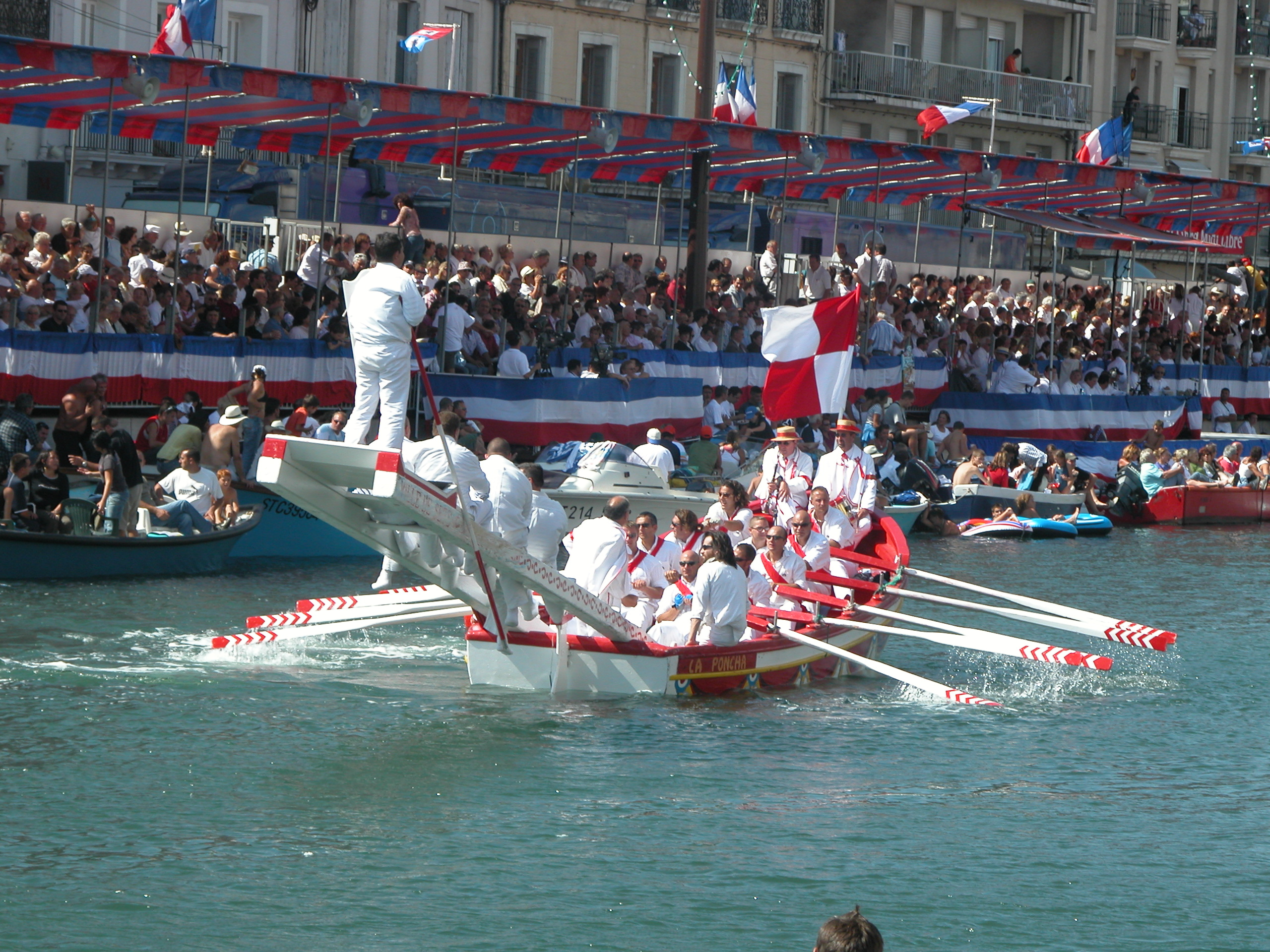
Joutes de la Saint-Louis à Sète en 2005 (la barque rouge).
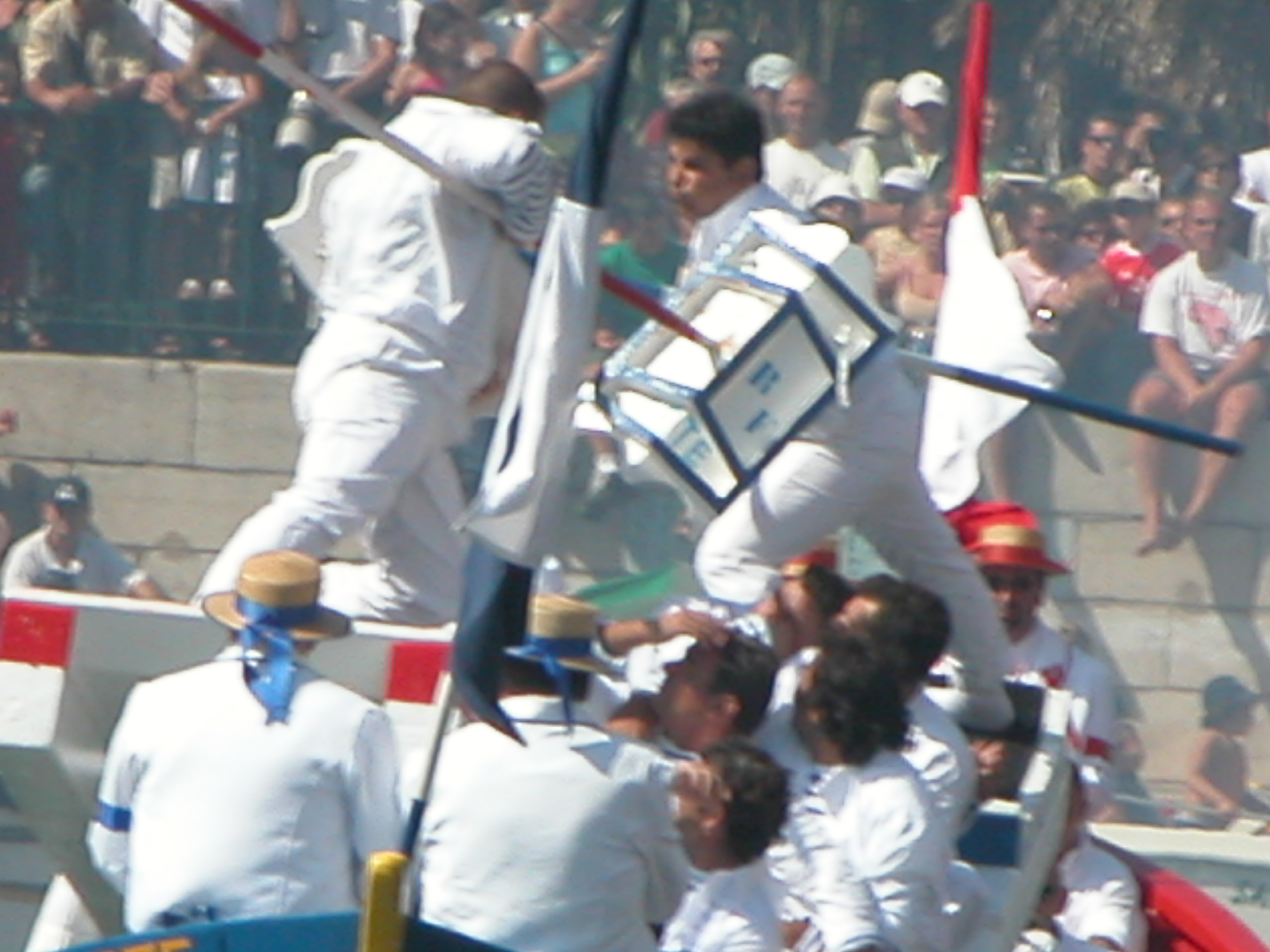
Assaut lors des Joutes de la Saint-Louis à Sète en 2005. On peut observer en regardant les lances que le jouteur de la barque rouge est à la limite de la disqualification directe, celui de la barque bleue recevra une observation.
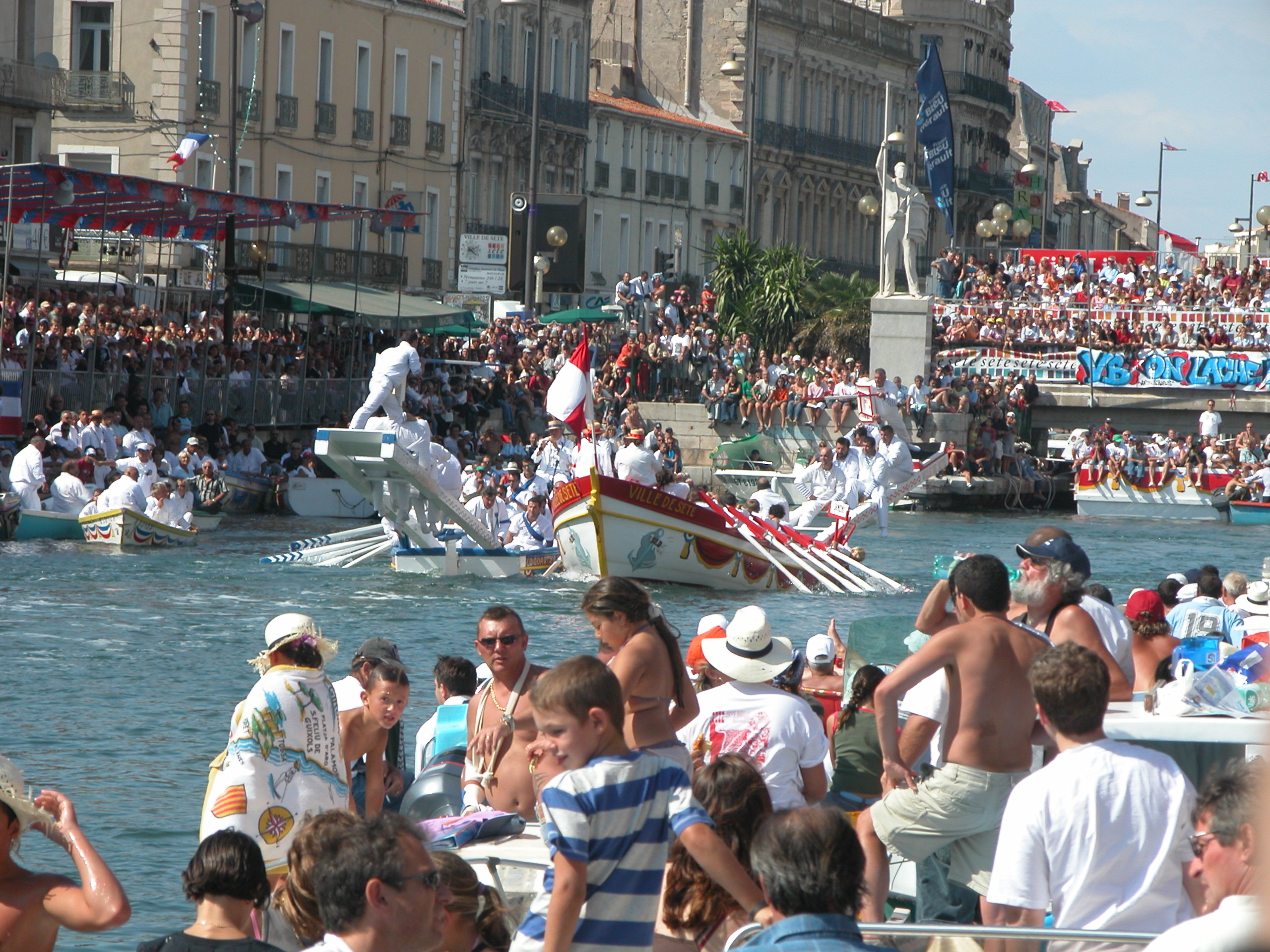
Vue générale des Joutes de la Saint-Louis à Sète en 2005.
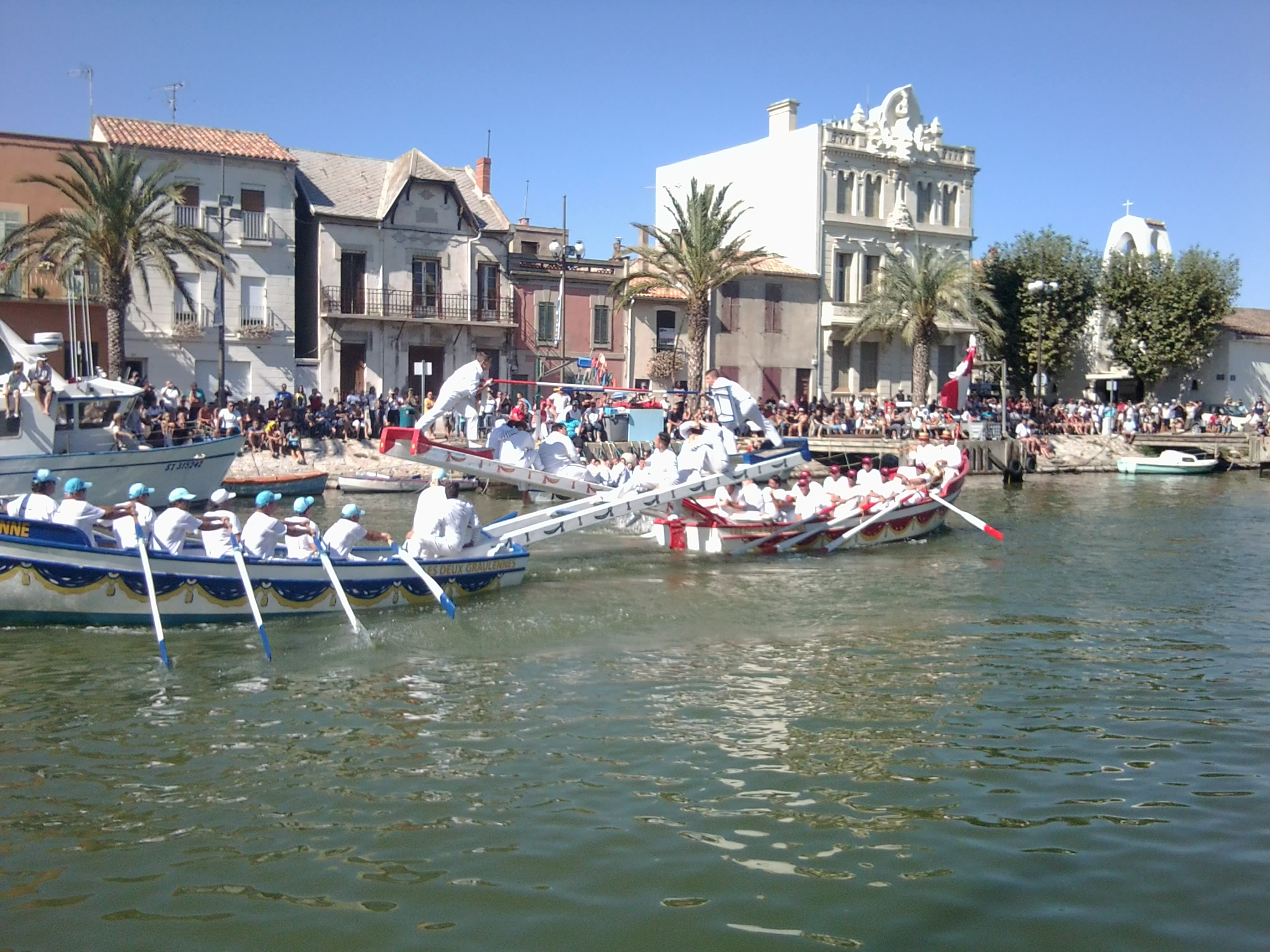
Joutes au Grau-du-Roi en 2012.

### Sources
1. ↑  Site officiel de la Fédération française de joute et de sauvetage nautique
2. ↑  « Ministère de la Culture » (consulté le 3 juillet 2017)
3. ↑  Montpellierplus, 21 août 2008, no 6, spécial 266e Saint-Louis, p. 13.